# Ursula Arnold
Pour les articles homonymes, voir Arnold.
Ursula Arnold (née en 1929 à Gera en Allemagne et morte le 24 mai 2012 à Berlin) est une photographe allemande connue pour ses photos de rue de Berlin-Est.

## Biographie
Ursula Arnold étudie la photographie de 1950 à 1955 à la Hochschule für Grafik und Buchkunst Leipzig. Après son diplôme, elle devient photographe indépendante à Leipzig.
En 1957 elle déménage à Berlin où elle photographie principalement des personnes dans l'espace urbain. Ce thème sera le sien jusque dans les années 1980. Parallèlement à sa recherche artistique, elle travaille pour la télévision d’État jusqu'en 1985. En 1968 elle est la première camerawoman de RDA. 
Au début des années 1990, après la chute du mur de Berlin, elle s’intéresse aux changements de la ville et son paysage. Son travail commence à être connu.
En  2002, elle reçoit du Land de Berlin le célèbre prix Hannah-Höch, doté de 10 000 €. Elle meurt dix ans plus tard, dans son appartement de Treptower-Park à Berlin.

## Expositions
- 1992: Photographien von Ursula Arnold, Galerie Süd (Leipzig)
- 2000: Belle Tristesse. Usrsula Arnold. Photographien., Das Verborgene Museum (Berlin)
- 2009: Ursula Arnold - zum 80. Geburststag, Photographien, Kunststiftung Poll (Berlin)
- 2012: Geschlossene Gesellschaft - Künstlerische Fotografie in der DDR 1945-1989, Berlinische Galerie (Berlin)